# Oud-Heverlee Leuven (femminile)
L'Oud-Heverlee Leuven, meglio noto come OH Leuven od OHL e in lingua italiana come OH Lovanio, è una squadra di calcio femminile belga, sezione dell'omonimo club con sede nella città di Lovanio. Milita nella Super League, la massima serie del campionato belga, e i suoi migliori risultati sono la conquista del suo primo titolo di campione del Belgio 2024-2025 e aver raggiunto le semifinali di Coppa del Belgio 2017-2018.

## Storia
A metà degli anni ottanta, alcune giovani hanno iniziato ad allenarsi con le squadre giovanili dello Zwarte Devils Oud-Heverlee, suscitando curiosità e invogliando altre ragazze a seguirle, tanto che già nel 1986 ce n'erano un numero sufficiente per competere con una squadra separata,  interamente femminile, in una competizione giovanile. Nel 1990 il club ha deciso di istituire una prima squadra femminile iscrivendola nella serie provinciale, formazione che è arrivata terza nelle sue prime due stagioni. Nel 1992 la rosa è stata rafforzata da un numero di giovanili che è cresciuto negli anni, che ha portato al titolo provinciale e alla promozione in serie nazionale nel 1993.
Nella sua prima stagione in Tweede klasse, l'Oud-Heverlee terminò il campionato al terzo posto, per poi vincere la Tweede klasse quella successiva e di conseguenza accedere alla Eerste klasse. Nelle prime tre stagioni la squadra disputa un campionato di bassa classifica, riuscendo comunque a conquistare sempre la salvezza, ma successivamente l'Oud-Heverlee riesce ad ottenere risultati migliori stagione dopo stagione.
Nel 2002 c'è stata una grande fusione nel calcio di Lovanio, tra i due vecchi club di Lovanio, lo Stade Leuven (stamnummer 18), il Daring Club Leuven (stamnummer 223) e lo Zwarte Duivels Oud-Heverlee. Dopo la fusione la denominazione del nuovo club mutò in Oud-Heverlee Leuven, che continuò con il numero di metricola Zwarte Duivels (6142). Anche la sezione femminile dell'Oud-Heverlee venne inclusa nella fusione, disputando le successive stagioni con la denominazione del nuovo club.
Dopo diciassette anni in Eerste klasse (pur senza vincere alcun premio), nel 2012 l'Oud-Heverlee Leuven è stata una delle fondatrici della BeNe League la nuova lega femminile extranazionale belga-olandese. Anche nel nuovo campionato la squadra non è riuscita a staccarsi dalle posizioni di fondo classifica, terminando le tre stagioni con due tredicesimi e un decimo posto. Dopo aver sciolto la BeNe League nel 2015, l'OHL ha iniziato nella nuova massima divisione, la Super League, mantenendo però prestazioni inferiori alle avversarie e terminando il campionato all'8º e ultimo posto con una sola vittoria.
La squadra B ha avuto più successo: è stata promossa nel 2007 in Derde klasse (Terza divisione), nel 2010 in Tweede klasse (Seconda divisione), arrivando nel 2012, grazie alla riforma della competizione seguita alla costituzione della Lega BeNe, alla Eerste klasse, il campionato nazionale di primo livello. Nel 2016, tuttavia, si è classificata all'ultimo posto, retrocedendo di conseguenza nella (riformata) Tweede klasse.

## Palmarès

### Competizioni nazionali
- campionato belga femminile di seconda divisione: 1

2018-2019 (squadra B)
- Campionato belga: 1

2024-2025

## Organico

### Rosa 2024-2025
Rosa, ruoli e numeri di maglia estratti dal sito ufficiale, aggiornati a fine campionato.
| N. |                     | Ruolo | Calciatrice         |
| -- | ------------------- | ----- | ------------------- |
| 1  | Belgio (bandiera)   | P     | Faye Lammertijn     |
| 2  | Belgio (bandiera)   | D     | Saar Janssen        |
| 5  | Croazia (bandiera)  | D     | Maria Kunštek       |
| 6  | Belgio (bandiera)   | C     | Zenia Mertens       |
| 7  | Islanda (bandiera)  | A     | Diljá Ýr Zomers     |
| 8  | Ungheria (bandiera) | C     | Sára Pusztai        |
| 9  | Belgio (bandiera)   | A     | Hannah Eurlings     |
| 10 | Belgio (bandiera)   | C     | Valesca Ampoorter   |
| 11 | Belgio (bandiera)   | D     | Estée Cattoor       |
| 12 | Belgio (bandiera)   | P     | Juliette Demol      |
| 14 | Belgio (bandiera)   | D     | Axelle Van Besauw   |
| 15 | Belgio (bandiera)   | C     | Aurélie Reynders    |
| 16 | Belgio (bandiera)   | A     | Emma Priem          |
| 17 | Belgio (bandiera)   | A     | Ella Van Den Brande |

| N. |                        | Ruolo | Calciatrice          |
| -- | ---------------------- | ----- | -------------------- |
| 18 | Belgio (bandiera)      | A     | Anouk Van Praet      |
| 19 | Paesi Bassi (bandiera) | C     | Jeslynn Kuijpers     |
| 20 | Belgio (bandiera)      | A     | Manon Heremans       |
| 21 | Belgio (bandiera)      | C     | Flo Hermans          |
| 22 | Belgio (bandiera)      | C     | Nel Neyrinck         |
| 24 | Belgio (bandiera)      | C     | Pia Bosmans          |
| 25 | Paesi Bassi (bandiera) | D     | Linde Veefkind       |
| 27 | Belgio (bandiera)      | C     | Alixe Bosteels       |
| 29 | Belgio (bandiera)      | P     | Lowiese Seynhaeve    |
| 30 | Belgio (bandiera)      | C     | Julie Biesmans       |
| 33 | Belgio (bandiera)      | D     | Louize Haentjens     |
| 64 | Belgio (bandiera)      | A     | Kadhiya De Ceuster   |
| 72 | Belgio (bandiera)      | P     | Silke Baccarne       |
| 77 | Grecia (bandiera)      | A     | Ioanna Papatheodorou |

### Rosa 2021-2022
Rosa, ruoli e numeri di maglia estratti dal sito ufficiale e sito scoooresuperleague.be, aggiornati al 23 settembre 2021.
| N. |                   | Ruolo | Calciatrice        |
| -- | ----------------- | ----- | ------------------ |
| 1  | Belgio (bandiera) | P     | Faye Lammertijn    |
| 2  | Belgio (bandiera) | D     | Sari Kees          |
| 3  | Belgio (bandiera) | D     | Amber Tysiak       |
| 4  | Belgio (bandiera) | D     | Auke Swevers       |
| 5  | Belgio (bandiera) | D     | Lisa Vanhentenrijk |
| 6  | Belgio (bandiera) | C     | Zenia Mertens      |
| 7  | Belgio (bandiera) | A     | Jill Janssens      |
| 8  | Belgio (bandiera) | C     | Lenie Onzia        |
| 9  | Belgio (bandiera) | A     | Hannah Eurlings    |
| 10 | Belgio (bandiera) | A     | Luna Vanzeir       |
| 11 | Belgio (bandiera) | A     | Estée Cattoor      |
| 12 | Belgio (bandiera) | P     | Mirthe Claes       |

| N. |                        | Ruolo | Calciatrice         |
| -- | ---------------------- | ----- | ------------------- |
| 13 | Belgio (bandiera)      | D     | Marith De Bondt     |
| 14 | Belgio (bandiera)      | A     | Tess Lameir         |
| 15 | Belgio (bandiera)      | A     | Debby Coenraets     |
| 17 | Belgio (bandiera)      | A     | Marie Detruyer      |
| 18 | Belgio (bandiera)      | C     | Charlotte Cranshoff |
| 19 | Belgio (bandiera)      | D     | Lina Meeuwis        |
| 20 | Belgio (bandiera)      | C     | Lauren Meyers       |
| 21 | Belgio (bandiera)      | A     | Lola Wajnblum       |
| 23 | Belgio (bandiera)      | C     | Valesca Ampoorter   |
| 24 | Belgio (bandiera)      | D     | Ellen Charlier      |
| 25 | Paesi Bassi (bandiera) | D     | Linde Veefkind      |
| 28 | Belgio (bandiera)      | C     | Janne Huysmans      |